# Jan Ciechomski (zm. 1620)
Jan Ciechomski herbu Wąż (zm. w 1620 roku) – sędzia ziemski gostyniński w 1589 roku.
Poseł na sejm pacyfikacyjny 1589 roku z ziemi gostynińskiej.
W 1589 roku był sygnatariuszem ratyfikacji traktatu bytomsko-będzińskiego na sejmie pacyfikacyjnym.